# Hécourt (Oise)
Hécourt ist eine französische Gemeinde mit 149 Einwohnern (Stand 1. Januar 2022) im Département Oise in der Region Hauts-de-France. Die Gemeinde liegt im Arrondissement Beauvais und ist Teil der Communauté de communes de la Picardie Verte und des Kantons Grandvilliers.

## Geographie
Die Gemeinde liegt an der Grenze zur Region Normandie rund sechs Kilometer nördlich von Gournay-en-Bray im picardischen Teil des Pays de Bray am Bach Ruisseau des Rieux, einem Zufluss der Epte. Zu ihr gehören der Ortsteil Haincourt sowie die Häusergruppe Les Avoines.

## Geschichte
Die Gemeinde löste sich im Jahr 1932 von der Nachbargemeinde Saint-Quentin-des-Prés.

## Einwohner
| 1962 | 1968 | 1975 | 1982 | 1990 | 1999 | 2006 | 2011 |
| ---- | ---- | ---- | ---- | ---- | ---- | ---- | ---- |
| 160  | 141  | 114  | 103  | 111  | 125  | 143  | 153  |

## Verwaltung
Bürgermeister (maire) ist seit 1989 André Levasseur.

## Sehenswürdigkeiten
- Kirche Saint-Martin aus dem 16. Jahrhundert mit einer Reiterstatue des Titularheiligen[1]
- zwei Waschhäuser